# Banc de Goodwin
Le banc de Goodwin (en anglais : Goodwin Sands) est un banc de sable situé dans la Manche.
C'était autrefois des terrains marécageux qui appartenaient à Godwin de Wessex, comte de Kent.
Au sud-est de Banc de Goodwin se trouve le banc de Sandettié.